# 蔦哲一朗
蔦 哲一朗（つた てついちろう、1984年6月29日 - ）は、日本の映画監督である。 徳島県三好市池田町生まれ。

## 経歴
池田高等学校野球部を高校野球日本一に導いた蔦文也を祖父に持つ。小中高はサッカーをしていた。池田高校から東京工芸大学へ進学し、大学卒業後は映写技師のかたわら、短編映画を製作する。2009年、『夢の島』がぴあフィルムフェスティバルに入選し、観客賞を受賞。2013年、『祖谷物語 おくのひと』が第26回東京国際映画祭「アジアの未来」部門にてスペシャル・メンションを受賞する。2011年から、蔦文也の足跡をたどる記録映画の製作を進めており、蔦の家族や教え子たち約20人を取材した。2014年度阿波文化創造賞を受賞。
祖父・蔦文也の人物像を描いたドキュメンタリー映画『蔦監督―高校野球を変えた男の真実―』を製作し、2015年12月27日から三好市を始めとして徳島県内で順次上映される。
2017年、女優の高木悠衣と結婚。
映画監督以外の活動としては、地元の祖谷地方で害獣として駆除された鹿の革を使って、ブランドショップ「DIYA」を展開している。

## 作品
- 夢の島（2009年） - 監督
- 祖谷物語 おくのひと（2013年） - 監督・脚本
- 蔦監督―高校野球を変えた男の真実―（2015年） - 監督
- たまの映像詩集　渚のバイセコー（2021年） - 監督・脚本
- 黒の牛（2024年） - 監督・脚本